# Municipio de Perry (condado de Armstrong)
El municipio de Perry (en inglés: Perry Township) es un municipio ubicado en el condado de Armstrong en el estado estadounidense de Pensilvania. En el año 2000 tenía una población de 404 habitantes y una densidad poblacional de 10.4 personas por km².

## Geografía
El municipio de Perry se encuentra ubicado en las coordenadas 41°01′29″N 79°39′50″O / 41.02472, -79.66389.

## Demografía
Según la Oficina del Censo en 2000 los ingresos medios por hogar en la localidad eran de $32,083 y los ingresos medios por familia eran $40,469. Los hombres tenían unos ingresos medios de $31,250 frente a los $26,250 para las mujeres. La renta per cápita para la localidad era de $22,784. Alrededor del 11,8% de la población estaban por debajo del umbral de pobreza.